# 빌헬름 에두아르트 알브레히트

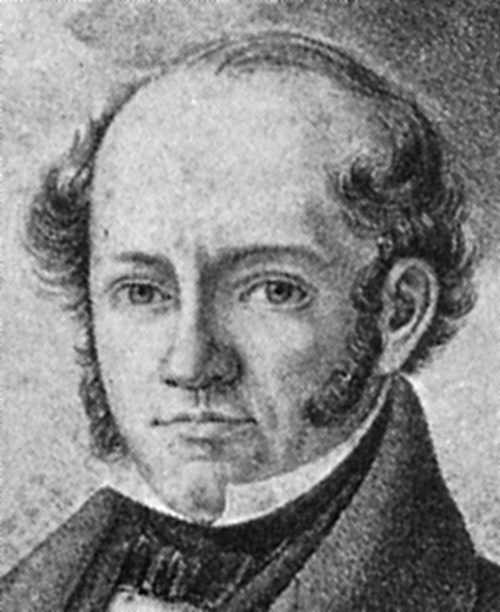
빌헬름 에두아르트 알브레히트

빌헬름 에두아르트 알브레히트(Wilhelm Eduard Albrecht, 1800년 3월 4일 ~ 1876년 5월 22일)는 독일의 헌법학자로 게오르크 아우구스트 대학교의 강사였다. 그는 괴팅겐 7교수의 한 사람으로 1837년 에른스트 아우구스트 1세가 하노버 왕국의 헌법을 폐지하려는 것에 항의했다.